# Cyathea alatissima
Cyathea alatissima là một loài dương xỉ trong họ Cyatheaceae. Loài này được Stolze Lehnert mô tả khoa học đầu tiên năm 2011.